# Котовський Людвіг Іванович
У Вікіпедії є статті про інших людей з прізвищем Котовський.
Лю́двіг Іва́нович Кото́вський (нар. 1900 — пом. 1947, Одеса) — український радянський архітектор, який працював у Донецьку.

## Біографія
Закінчив 1927 року інженерно-будівельний факультет Одеського політехнічного інституту (пізніше перетворений на Одеську державну академію будівництва та архітектури).
Скоро після завершення інституту переїхав з Одеси до Донецька, де він працював понад десять років. Попри те, що він зовсім не походив з Донецька, Котовський вважав себе патріотом шахтарського міста. Серед проблем забудови міста Котовський бачив надмірну кількість спрощених будівель-«коробок» та відсутність площ. Його основними роботами в Донецьку стали Будинок Рад та Будинок обласних організацій (нині філармонія), які започаткували ансамбль площі Леніна, та будівля Донецького оперного театру.
Станом на 1935 рік Людвіг Іванович також обіймав високу посаду в комунальному господарстві: він очолював науково-технічну раду при Міськкомгоспі міської ради. Оскільки саме ця рада була основним замовником і дозвільним органом всієї будівельної галузі міста, Котовський мав вплив на більшість архітектурних змін у місті.
Котовський помер у 1947 році. Вважається, що архітектор загинув від голоду.

## Роботи

### Будинок Рад

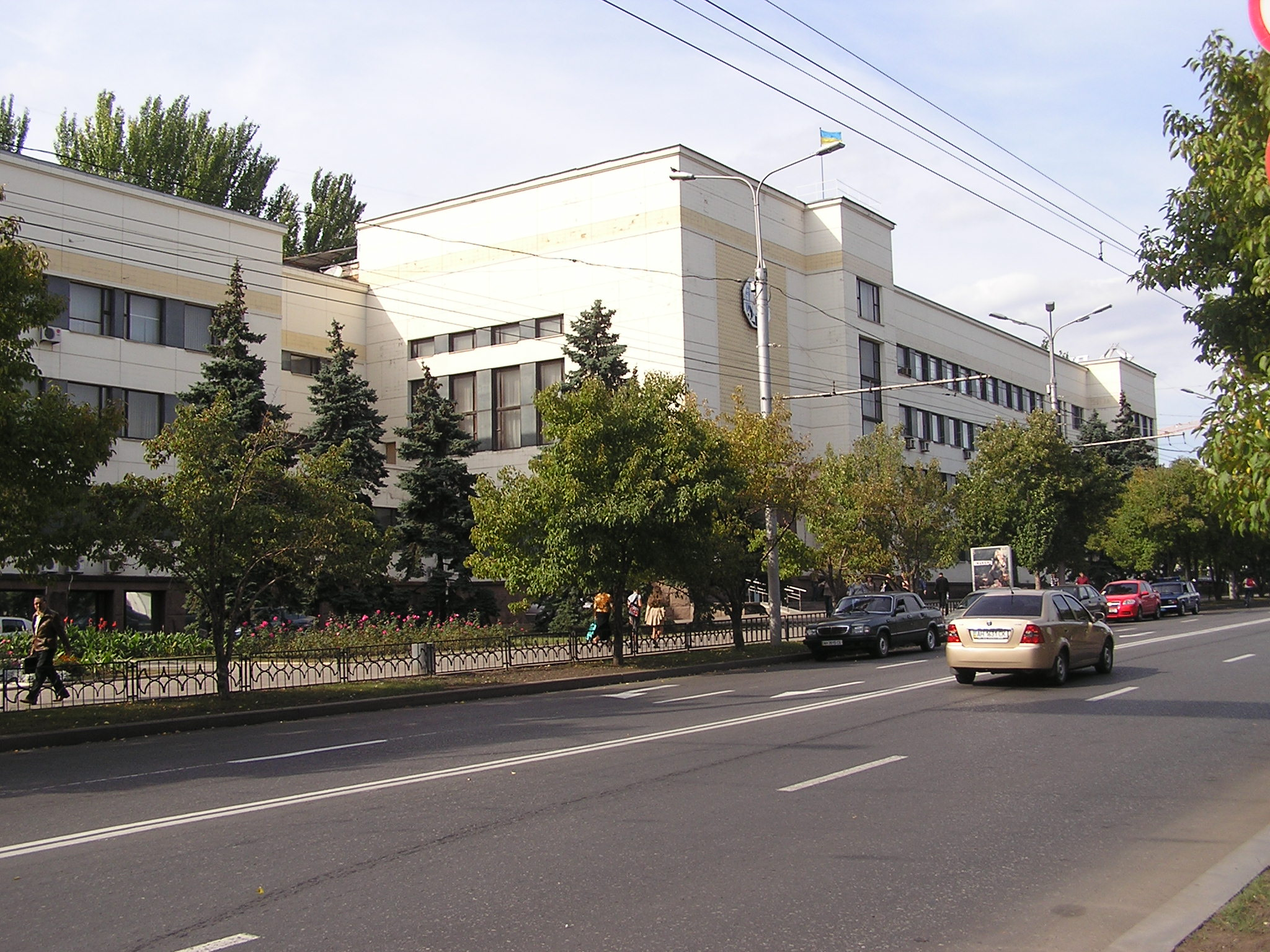
Будинок Рад

Будинок Рад був однією з перших громадських будівель у місті, споруджених за радянської влади. Потреба в його будівництві виникла після адміністративної реформи 1925 року, внаслідок якої зросло адміністративне значення Донецька (тодішня назва — Сталіна) та збільшився чиновницький апарат.
Роботи з вибору проєкту тривали в 1928 та 1929 роках. На всесоюзному конкурсі першим став проєкт «Злой Маврысь», другим — проєкт «Д». Попри це, з практичних міркувань було обрано саме проєкт «Д», який посів друге місце. Автором цього проєкту було місцеве ПроектБюро, яке на той час очолював Афанасьєв. Попри те, що чимало довідників подають Котовського як єдиного автора, насправді він був лише керівником однієї з робочих груп і працював разом з іншими архітекторами.
Триповерховий будинок зведений у стилі конструктивізму, зовнішні стіни архітектор залишив сірими, неоздобленими. Будівля була здана в експлуатацію не раніше кінця 1930 року.
1934 року до 17-ї річниці Жовтневої революції будинок було реконструйовано під керівництвом Миколи Порхунова. Під час реконструкції було надбудовано четвертий поверх, змінено оформлення фасаду та повністю замінено зовнішнє оздоблення, що зробило Будинок Рад однією з найкращих споруд Донбасу.
Нині в будинку знаходиться Ворошилівська районна в місті Донецьку рада.

### Будинок обласних організацій

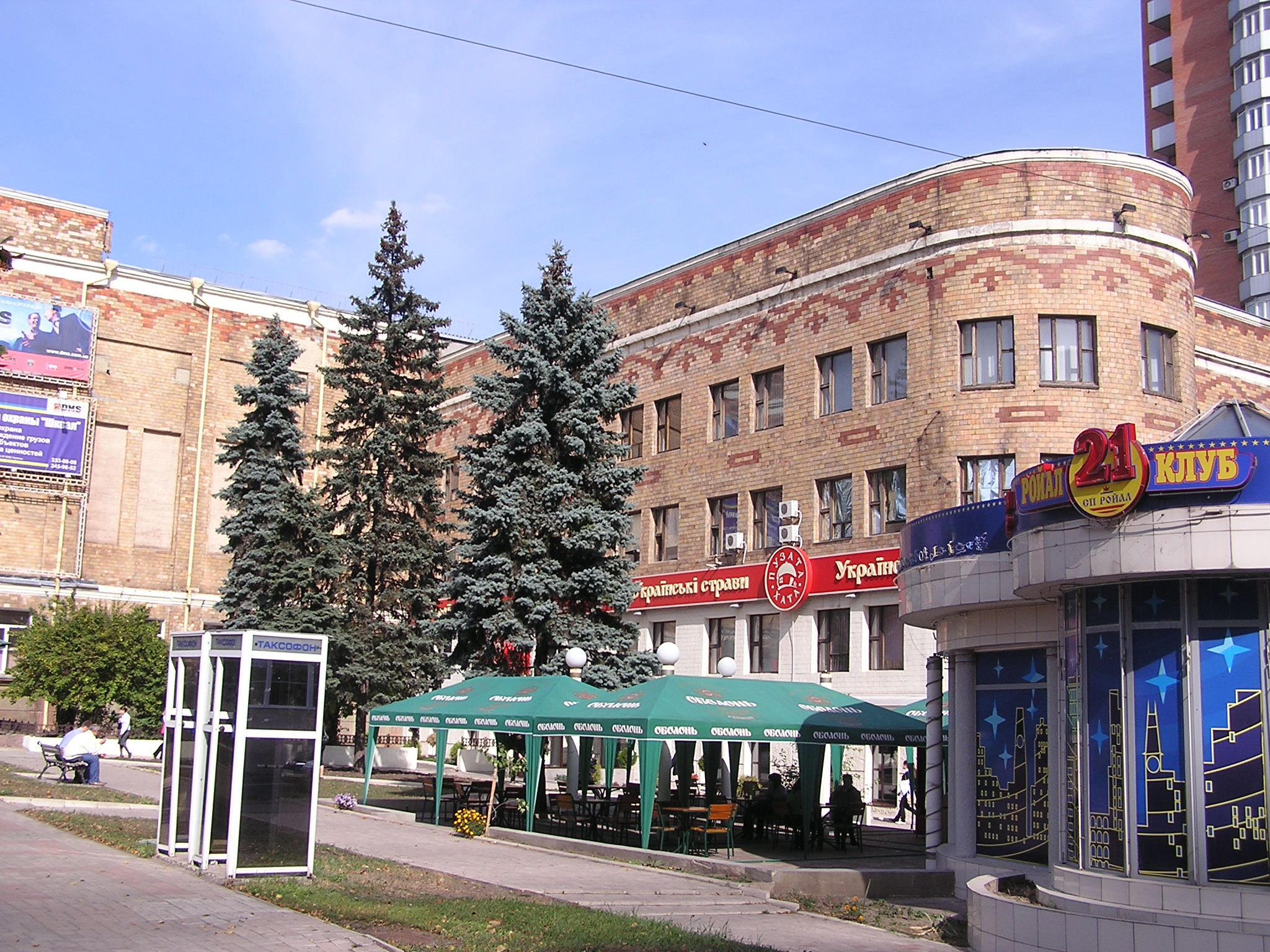
Будинок обласних організацій

У 1932—1935 році за проєктом Котовського зусиллями «Південжитлобуду» споруджений Будинок обласних організацій. Ця будівля, розташована навпроти Будинку Рад уздовж 7-ї лінії (нині вулиця Постишева), була задумана як симетричне відображення Будинку Рад. Будівлі мають симетричне складне планування, проте суттєво відрізняються оздобленням. На думку архітектора, це рішення мало зробити площу естетичнішою та показати соціалістичну архітектурну дисципліну. Будівля не поступалася за розмірами та оздобленням Будинку Рад, і в ній розмістилися 11 державних установ. Разом із будівлею Головпоштамту ці дві будівлі заклали початок площі Леніна.
Після Другої світової війни будівлю було перебудовано. Наразі в будинку знаходиться Донецька обласна філармонія.

### Будинок Червоної Армії
Будинок Червоної Армії був споруджений у старій частині міста, на вулиці Артема навпроти Головпоштамту. У будівлі передбачалося відкрити музей армії. Будинок зруйнований під час Другої світової війни.

### Донецький оперний театр

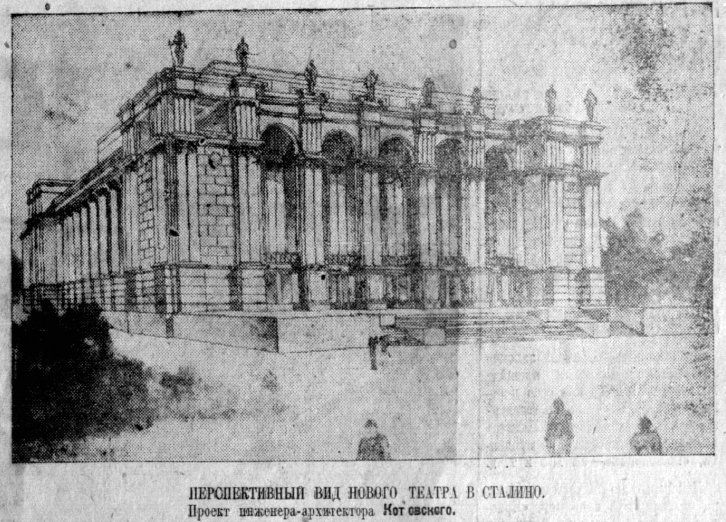
Початковий проєкт театру авторства Котовського

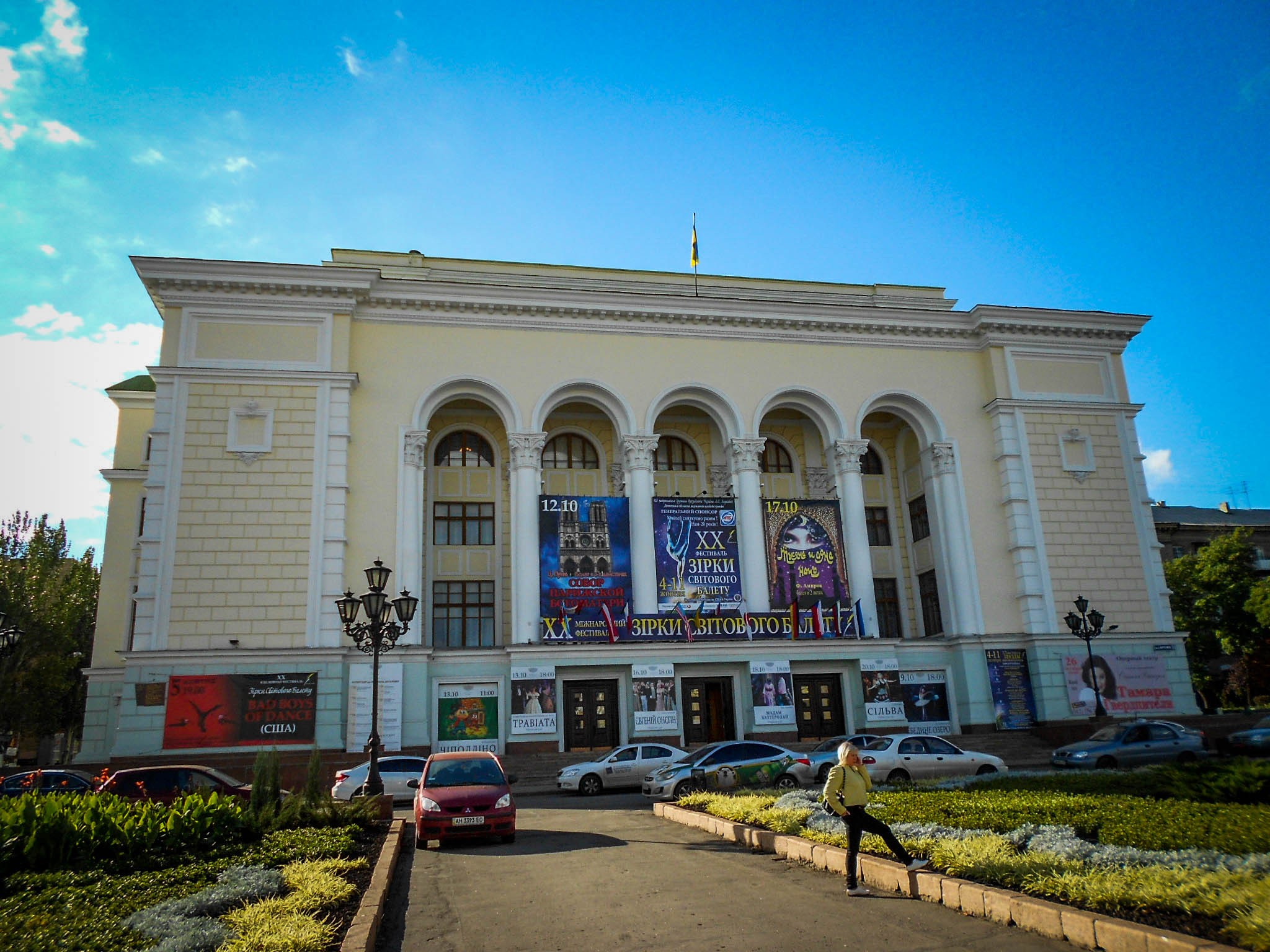
Донецький оперний театр, сучасний вигляд

Вперше ідея збудувати новий театр у Донецьку в районі Соцмістечка в місцевої влади з'явилася в 1931 році. Вже в 1932 року питання розробки проєкту театру обговорювалося на засіданні Донецької міської ради, де його доповідали провідний на той час зодчий Яків Штейнберг та Людвіг Котовський. У 1934 та 1935 роках основним проєктом театру вважався проєкт московського архітектора професора Аркіна (ймовірно, Давида Юхимовича Аркіна). Проте вже 19 січня 1936 на нараді архітекторів та працівників мистецтва проєкту Аркіна не було, натомість розглядалися проєкти Котовського, Білецького та Еберга, де проєкт Людвіга Івановича Котовського було затверджено одноголосно, і вже 23 січня почалося обговорення реалізації проєкту.
Будівництво театру розпочалося в 1936 році. Для театру було обрано місце у новій частині вулиці Артема, на території ЖСК «Далекий» поряд з місцем будівництва обласної бібліотеки. Первинно планувалося будівництво драматичного театру, проте згодом проєкт було адаптовано для музичного театру.
Сам Котовський описував свій проєкт так:
|  | Автор проєкту театру прагнув досягти урочистої монументальності форм, переконливої виразності та нових планувальних рішень, критично переробивши ренесансні композиції, побудовані на спокійній величі та гармонійних пропорціях об'ємів, які повинні бути увінчані барельєфами, об'ємною скульптурою, які підкреслюють і завершують основний монументальний задум, — автор ставив собі за мету досягти синтетичної монументальності композиції зовнішнього обсягу споруди в дусі соціалістичного реалізму. |

Будівля виконана в дусі соціалістичного реалізму, проте використовує ренесансні прийоми композиції, засновані на спокійній величі та гармонійних пропорціях об'ємів. Фасади оперного театру виконані в світлих тонах, частково оздоблені полірованим гранітом. Замість типової колонади фасад прикрашає п'ятипролітна аркада, завдяки який на рівні другого поверху утворилися лоджії. Інтер'єри оздоблені штучним і природним мармуром, а стіни та стелі декоровані розписами та скульптурою. Новаторським на той час було вільне проходження звуку в глядацькій залі.
Урочисте відкриття будівлі театру відбулося 12 квітня 1941 року. На честь відкриття театру в газеті «Вечерний Донбасс» Людвігу Котовському був присвячений опус:
|  | Котовского благодарим Красив, наряден, строг и ярок Театр, сооруженный им, Его предпраздничный подарок. Ты вдохновенный труд вложил В скупые линии проекта И благодарность заслужил От нас, товарищ архитектор! |